# Comisión del Bicentenario de la Promulgación de los Sentimientos de la Nación
La comisión del Bicentenario de la Promulgación de los Sentimientos de la Nación es una comisión especial creada por el presidente de México, Enrique Peña Nieto, para conmemorar el bicentenario del Primer Congreso de Anáhuac, de los Sentimientos de la Nación y de la Declaración de Independencia de la América Septentrional. Se celebran cuatro acontecimientos históricos de gran importancia para la formación de México como un estado nación: la Instalación del Primer Congreso de Anáhuac, la Proclamación de los Sentimientos de la Nación, la Abolición de la Esclavitud, y la Promulgación del Acta Solemne de la Declaración de Independencia de la América Septentrional.

## Objetivos de la Comisión del Bicentenario de la Promulgación de los Sentimientos de la Nación
- Fomentar la difusión de los hechos históricos conmemorados en el Bicentenario y que se desarrollaron en Guerrero.

- Motivar actividades cívicas del Bicentenario que incidan en la recomposición del tejido social, dentro de amplios sectores de la población.

- Promover una celebración digna del Bicentenario de los hechos históricos que en 1813 se desarrollaron en Chilpancingo, y sentaron las bases del actual Congreso de la Unión, del Estado Mexicano y su Constitución Política.

## Los Sentimientos de la Nación
Los Sentimientos de la Nación se consideran la base del constitucionalismo mexicano y el antecedente del actual Congreso de la Unión. Estos fueron escritos por el General José María Morelos, dándolos a conocer el día 14 de septiembre de 1813, por el Secretario del Congreso de la ciudad de Chilpancingo. Los sentimientos de la nación son:
- 1º. Que la América es libre e independiente de España y de toda otra Nación, Gobierno o Monarquía, y que así se sancione dando al mundo las razones.

- 2º. Que la religión católica sea la única sin tolerancia de otra.

- 3º. Que todos sus ministros se sustenten de todos y solos los diezmos y primicias, y el pueblo no tenga que pagar más obvenciones que las de su devoción y ofrenda.

- 4º. Que el dogma sea sostenido por la jerarquía de la iglesia, que son el Papa, los Obispos y los Curas, porque se debe arrancar toda planta que Dios no plantó.

- 5º Que la Soberanía dimana inmediatamente del Pueblo, el que sólo quiere depositarla en sus representantes dividiendo los poderes de ella en Legislativo, Ejecutivo y judiciario eligiendo las Provincias sus vocales y éstos a los demás, que deben ser sujetos sabios y de probidad.

- 6º Que los Poderes Legislativo, Ejecutivo y Judicial,  estén divididos en los cuerpos compatibles para ejercerlos.

- 7º Que funcionarán cuatro años los vocales, turnándose, saliendo los más antiguos para que ocupen el lugar los nuevos electos.

- 8º La dotación de los vocales, será una congrua suficiente y no superflua, y no pasará por ahora de 8000 pesos.

- 9º Que los empleos los obtengan sólo los americanos.

- 10º Que no se admitan extranjeros, si no son artesanos capaces de instruir y libres de toda sospecha.

- 11º Que la patria no será del todo libre y nuestra, mientras no se reforme el gobierno, abatiendo el tiránico, substituyendo el liberal, e igualmente echando fuera de nuestro suelo al enemigo español, que tanto se ha declarado contra esta Nación.

- 12º Que como la buena ley es superior a todo hombre, las que dicte nuestro Congreso deben ser tales, que obliguen a constancia y patriotismo, moderen la opulencia y la indigencia; de tal suerte se aumente el jornal del pobre, que mejore sus costumbres, aleje  la ignorancia, la rapiña y el hurto.

- 13º Que las leyes generales comprendan a todos, sin excepción de cuerpos privilegiados; y que éstos, sólo lo sean en cuanto al uso de su ministerio

- 14º Que para dictar una ley se discuta en el Congreso, y decida a pluralidad de votos.

- 15º Que la esclavitud se proscriba para siempre, y lo mismo la distinción de castas, quedando todos iguales, y sólo distinguirá a un americano de otro, el vicio y la virtud.

- 16º Que nuestros Puertos se franqueen a las naciones extranjeras amigas, pero que estas no se internen al reino por más amigas que sean, y sólo haya puertos señalados para el efecto, prohibiendo el desembarco en todos los demás, señalando el diez por ciento u otra gabela a sus mercancías.

- 17º Que a cada uno se le guarden sus propiedades,  y respete en su casa como en un asilo sagrado, señalando penas a los infractores.

- 18º Que en la nueva legislación no se admita la tortura.

- 19º Que en la misma se establezca por Ley Constitucional la celebración del día doce de diciembre en todos los pueblos, dedicado a la Patrona de nuestra Libertad, María Santísima de Guadalupe, encargando a todos los pueblos, la devoción mensual.

- 20º Que las tropas extranjeras o de otro Reino no pisen nuestro suelo, y si fuere en ayuda, no estarán donde la Suprema Junta.

- 21º Que no se hagan expediciones fuera de los límites del Reino, especialmente ultramarinas; pero (se autorizan las) que no son de esta clase, (para) propagar la fe a nuestros hermanos de Tierra dentro.

- 22º Que se quite la infinidad de tributos, pechos e imposiciones que nos agobian, y se señale a cada individuo un cinco por ciento en sus ganancias u otra carga igual ligera, que no oprima tanto, como la Alcabala, el Estanco, el Tributo y otros; pues con esta ligera contribución, y la buena administración de los bienes confiscados al enemigo, podrá llevarse el peso de la guerra y honorarios de empleados.

José María Morelos. (Rúbrica)
- 23º Que igualmente se solemnice el día 16 de septiembre todos los años, como el día aniversario en que se levantó la voz, de la Independencia, y nuestra santa Libertad comenzó pues en ese día fue en el que se desplegaron los labios de la Nación para reclamar sus derechos y empuñó espada para ser oída; recordando siempre el mérito del grande héroe el señor Don Miguel Hidalgo y su compañero Don Ignacio Allende.

Repuestas el 21 de noviembre de 1813, y por tanto, quedan abolidas estas, quedando siempre sujetos al parecer de su Alteza Serenísima.

## Historia del Congreso de Anáhuac
El Primer Congreso de Anáhuac, surge de la necesidad de crear un órgano rector del movimiento independentista. El primer esfuerzo fue la o Suprema Junta Gubernativa de América, conocida como Junta de Zitácuaro, que fue presidida por Ignacio López Rayón, secretario de Ignacio Allende.
En un inicio, esta junta instalada el 19 de agosto de 1811 por Ignacio López Rayón en calidad de Presidente, José María Liceaga como Secretario y José Sixto Verduzco como Vocal, juró proteger el nombre de Fernando VII. En su redacción decía: El señor Don Fernando Séptimo y en su real nombre, la Suprema Junta Nacional Americana , instalada para la conservación de sus Derechos, Defensa de la Religión Santa e indemnización y libertad de nuestra oprimida patria.
Hubo un festejo de tres días después de la creación de la Suprema Junta Nacional Americana.  Los integrantes de la junta colocaron el retrato de Fernando VII en el lugar de honor.  Esto causó las primeras fricciones entre el General Rayón y el General  José María Morelos y Pavón.  Morelos escribió a Rayón: "hay que cesar de invocar el nombre del tirano". Mientras la presencia de Morelos crecía, los integrantes de la Junta comenzaron a tener serias diferencias acusando a Rayón de estar del lado de los realistas y de vender información valiosa de la lucha independencia, además de comenzar a tener fuertes reveses militares.
A finales de 1812 y principios de 1813, la ruptura entre los integrantes de la Junta de Zitácuaro fue inminente. Morelos, al ver en peligro los intereses de la nación y en calidad de cuarto vocal (nombramiento que recibió en diciembre de 1812) convocó  desde las afueras de Acapulco, a una junta en Chilpancingo el 8 de septiembre de 1813 con la finalidad de fortalecer el movimiento y promulgar la independencia.
En sus cartas de los días 20 y 23 de julio de 1813, Rayón le reprocha su actitud señalándolo como usurpador por convocar a la junta, cuando sabía que era  necesario hacerlo; lo calificó de  prepotente por escribirlas, y mencionó que la convocatoria emitida carecía de legitimidad por no ser emitida por él. Morelos respondió, entre otras cosas que: 

yo soy enemigo de fungir y estaré contento con cualquier destino en que sea útil a la religión y al suelo de mis hermanos. No pretendo la presidencia; mis funciones cesarán establecida la junta y me tendré por muy honrado con el epíteto de humilde Siervo de la Nación. Omito repetir a vuestra excelencia lo que dije desde Tehuacán, pero sí le repito que en obvio de disturbios haré lo que Abraham con  su sobrino, que es marchar al viento opuesto, sin que por esto se desenlace la unión del sistema. No me dejaré ultrajar de nadie, pero no seré injusto invasor de mis conciudadanos.Dios guarde a vuestra excelencia muchos años. Acapulco, agosto 3 de 1813.

Para efectos de llevar a cabo el congreso, Morelos emitió un bando que elevaba a Chilpancingo a la categoría de ciudad con el título de “Nuestra Señora de la Asunción”.  Más adelante, cuando ya estaba asegurado Acapulco, Morelos partió a la ciudad de Chilpancingo en donde lo recibieron, mayormente, la población femenina, quienes en una muestra de valentía y arrojo se hicieron cargo de alimentarlos. 
A su llegada, Morelos se encontró con que el bando no había sido emitido por lo que giró instrucciones nuevamente en ese sentido. La celebración del congreso fue postergada al trece de septiembre debido a que Rayón no se presentó. De esta manera, el día trece de septiembre dieron inicio los trabajos del Primer Congreso de Anáhuac, cuyo nombre retoma Morelos en honor a la Anáhuac del dominio Azteca, y que vino a romper las cadenas de la esclavitud y a sentar las bases del Estado Mexicano.

## Diputados del Primer Congreso de Anáhuac
El 13 de septiembre de 1813 se instaló el Primer Congreso de Anáhuac dentro de la Catedral de Santa María de la Asunción, la cual fungió como Palacio Nacional Legislativo. En la Primera Sesión, fue elegido José Manuel de Herrera como el primer Diputado en la América Septentrional, en el marco del Congreso Constituyente.
Tanto Ignacio López Rayón y José María Liceaga no estuvieron presentes, sin embargo, en consideración a sus antiguos nombramientos y participación en la lucha independentista, José María Morelos y Pavón los integró en el Primer Congreso de Anáhuac, siendo estos los primeros diputados:
- José María Morelos y Pavón por el Nuevo Reino de León
- Ignacio López Rayón por Nueva Galicia
- José Sixto Verduzco por Michoacán
- José María Liceaga por Guanajuato
- Andrés Quintana Roo por Puebla
- Carlos María Bustamante por México
- José María Cos por Veracruz
- José María Murguía por Oaxaca
- José Manuel de Herrera por Tecpan

Secretarios: Carlos Henríquez del Castillo y Cornelio Ortiz Zárate.

### Decreto de abolición de la esclavitud
El día 5 de octubre de 1813 el Congreso de Anáhuac decretó la abolición de la esclavitud, este es el decreto:

¡Decreto de la Abolición de la Esclavitud! ¡Cinco de octubre de mil ochocientos trece! Don José María Morelos, Siervo de la Nación y generalísimo de las armas de esta América Septentrional, por voto universal del pueblo, etcétera.

Porque debe alejarse de la América la esclavitud, y todo lo que en ella huela, mando a los intendentes de provincia y demás magistrados velen sobre que se pongan en libertad cuantos esclavos hayan quedado, y que los naturales que forman pueblos y repúblicas hagan sus elecciones libres, presididas del párroco y juez territorial, quienes no las coartarán a determinada persona, aunque pueda representar con prueba la ineptitud del electo o la superioridad que ha de aprobar la elección, previniendo a las repúblicas y jueces no esclavicen a los hijos de los pueblos con servicios personales, que sólo deben a la nación y soberanía, y no al individuo como tal, por lo que bastará dar un topil o alguacil al subdelegado o juez, y nada más, para el año alternando este servicio a los pueblos y hombres que tengan haciendas con doce sirvientes, sin distinción de castas que quedan abolidas.
Y para que todos tengan su puntual y debido cumplimiento, mando que los intendentes circulen las copias necesarias, y que estas se franqueen en mi secretaría a cuantos las pidan por instrucción y cumplimiento.

Dado en esta Nueva Ciudad de Chilpancingo, a 5 de octubre de 1813.

### Acta de Independencia de la América Septentrional
El 6 de noviembre de 1813 se declara la Independencia de América Septentrional por parte de José María Morelos en el Palacio Nacional y Legislativo de Chilpancingo, la cual dice textualmente:

El Congresotl de Anáhuac, que legítimamente instalado en la ciudad de Chilpancingo de la América Septentrional por las provincias de ella, declara solemnemente a presencia del Señor Dios, árbitro moderador de los imperios y autor de la sociedad, que los da y los quita según los designios inescrutables de su provincia, que por las presentes circunstancias ende la Europa, ha recobrado el ejercicio de su soberanía usurpado; que en tal concepto queda rota para siempre jamás y disuelta la dependencia del trono español; que es árbitro para establecer las leyes que le convengan, para el mejor arreglo y felicidad interior: para hacer la guerra y la paz y establecer alianzas con los monarcas y repúblicas del antiguo continente, no menos que para celebrar concordados con el Sumo Pontífice romano, para el régimen de la iglesia católica, apostólica y romana, y mandar embajadores y cónsules; ni permitirá ni tolerar ni tolerará el uso público ni secreto de otra alguna; que protegerá con todo su poder y velara sobre la pureza de la fe y de sus dogmas y conservación de los cuerpos regulares.

Declara por reo de alta traición a todo el que se oponga directa o indirectamente a su Independencia, ya protegiendo a los europeos opresores, de obra palabra o escrito; ya negándose a contribuir con los gastos, subsidios y pensiones para continuar la guerra, hasta su independencia sea reconocida por las potencias extranjeras: reservándose el Congreso presentar a ellas, por medio de una ministerial, que circulará por todos los gabinetes, el manifiesto de sus quejas y justicia de esta resolución, reconocida ya por la Europa misma. Dado en el Palacio Nacional de Chilpancingo, a seis días del mes de noviembre de 1813. Lic. Andrés Quintana Roo, vicepresidente.-Lic. Ignacio Rayón.- Lic. José Manuel Herrera Liceaga.-Lic. Cornelio Ortiz Zárate, secretario.

## Memorias del Primer Congreso de Anáhuac
- Al celebrarse las primeras tres sesiones en la iglesia de Nuestra Señora de la Asunción, dicha catedral fue Palacio Nacional y Legislativo en 1813.

- 13 septiembre, se instala el Primer Congreso de Anáhuac.

- 14 de septiembre, son leídos Los Sentimientos de la Nación, escritos por José María Morelos y Pavón, antecedente de los principios de la Constitución Política de los Estados Unidos Mexicanos.

- 15 de septiembre, Don José María Morelos y Pavón fue nombrado Generalísimo y Encargado del Poder Ejecutivo.

- El resto de las sesiones del Primer Congreso de Anáhuac, se llevaron a cabo en ese mismo año de 1813, pero en un antiguo mesón de Chilpancingo, habilitado como Palacio Nacional y Legislativo donde:

- 5 de octubre, se emitió el decreto de Abolición de la Esclavitud.

- 6 de noviembre, Promulgación del Acta de Independencia de la América Septentrional.

- Al recaer en el general José María Morelos y Pavón el nombramiento de Jefe del Ejecutivo este presentó su renuncia. Ante tal eventualidad los diputados decidieron que la renuncia al Ejecutivo era inadmisible y sólo procedería en caso de muerte o enfermedad.[4]